# اوه کالدرا
اوه کالدرا (به لاتین: O'a Caldera) یک کاسه آتشفشانی در اتیوپی است که در اتیوپی واقع شده‌است. اوه کالدرا ۲٬۰۷۵ متر بالاتر از سطح دریا واقع شده‌است.